# 京極孫童子丸
京極 孫童子丸（きょうごく まごどうじまる、文正元年（1466年） - 文明3年（1471年））は、室町時代後期の守護大名。出雲・隠岐・飛騨・近江守護、京極氏当主。京極勝秀の子、京極持清の孫。高清の弟。
応仁の乱の最中の応仁2年（1468年）に父が亡くなり、祖父も2年後の文明2年（1470年）に死去したため家督と守護職を継承した。補佐役は叔父政経と守護代多賀高忠が受け持った。しかし、もう1人の叔父政光と多賀清直がこれに反発、孫童子丸の庶兄・乙童子丸（高清）を擁立して六角高頼と組んで西軍へ寝返った（京極騒乱）。政経・多賀高忠は六角政堯と共に東軍へ留まったが、文明3年（1471年）に孫童子丸は夭折した。
家督は政経が継ぐが、乙童子丸派との抗争は応仁の乱終結後も継続し、京極氏の弱体化を招いた。

## 参考史料
- 小和田哲男編『戦国大名閨閥事典 第二巻』新人物往来社、1996年。